# Erasmus Reinhold
Erasmus Reinhold (22. října 1511 Saalfeld – 19. února 1553 Saalfeld) byl německý astronom a matematik, považovaný za nejvlivnějšího astronomického pedagoga své generace. Jeho stěžejním dílem byly Pruské tabulky nebeských pohybů, které se staly důležitým podkladem pro gregoriánskou reformu kalendáře.